# Grau La Marina (metropolitana di Valencia)
La stazione di Grau La Marina è una stazione delle linee 6 e 8 della Metropolitana di Valencia situata nel quartiere Grao. È stata inaugurata il 27 settembre 2007. Si trova in Plaza de la Armada Española, dove le due banchine si trovano su entrambi i lati dei binari del tram.
Va notato che quando è stata inaugurata, al fine di servire i viaggiatori che sono andati a vedere la America's Cup 2007, la stazione è stato dapprima chiamata Grao, venendo poi ribattezzata Grau (in valenciano) dopo la rimozione dei segnali indicativi di questo evento. Il 12 dicembre 2010 è stata rinominata Grau-Canyamelar. Il 16 maggio 2022, con l'inaugurazione della linea 10, è stata ribattezzata Grau La Marina.
In precedenza c'era un'altra stazione Grau, in questo caso una ferrovia economica. Fu operativa tra il 1892, quando fu inaugurata la linea tra Valencia-Pont de Fusta e Grao, e il 1991, quando FGV chiuse la linea a causa di numerose lamentele del quartiere e per lo stato era rovinoso della stazione.